# Bruno Simma
Bruno Eckard Simma (* 29. März 1941 in Quierschied) ist ein deutsch-österreichischer Völkerrechtler. Er war von 1973 bis 2006 Professor an der Ludwig-Maximilians-Universität München und fungierte von 2003 bis 2012 als Richter am Internationalen Gerichtshof.

## Leben
Simma schloss 1966 sein Studium der Rechtswissenschaft mit der Promotion an der Universität Innsbruck ab und trat anschließend eine Assistentenstelle an der Innsbrucker Juristischen Fakultät an. 1973 wurde er auf den Lehrstuhl für Völkerrecht an der Ludwig-Maximilians-Universität München berufen, an der er 2006 emeritiert wurde.
Simma war darüber hinaus in der deutschen Diplomatenausbildung tätig und wirkte als Gastprofessor an der Universität Siena und an der University of Michigan Law School sowie als Dozent an der Haager Akademie für Völkerrecht. Seit 1984 ist er Mitglied des Internationalen Sportgerichtshofes. Von 2003 bis 2012 war er Richter am Internationalen Gerichtshof in Den Haag.
Im Januar 2012 wurde Simma, zusammen mit dem französischen Völkerrechtler Gilbert Guillaume und dem britischen Juristen Vaughan Lowe, von Slowenien und Kroatien als Schlichter in das Schiedsgericht zur Lösung ihres Grenzstreits berufen. Beiden Parteien war zuvor durch die Europäische Union eine Liste möglicher Kandidaten vorgelegt worden.
Am 5. November 2012 mit Wirkung zum 1. Dezember 2012 wurde Simma zum Mitglied und Vorsitzenden der 1. Kammer des Iran-United States Claims Tribunals ernannt.
Am 4. Februar 2013 wurde er zum Vorsitzenden eines fünfköpfigen Schiedsgerichts im Rahmen des Seerechtsübereinkommens berufen. Zusammen mit Aun Schaukat al-Chasauneh, Elsa Kelly, Thomas A. Mensah und Bernard H. Oxman sollte er über einen seerechtlichen Streit zwischen Argentinien und Ghana entscheiden.
Simma fungiert als von Costa Rica nominierter Ad-hoc-Richter am Internationalen Gerichtshof im Fall Maritime Delimitation in the Caribbean Sea and the Pacific Ocean (Costa Rica v. Nicaragua).
Er ist Mitglied im Präsidium der Deutschen Gesellschaft für die Vereinten Nationen.
Er ist außerdem Mitglied des Institut de Droit international.
Bruno Simma ist verheiratet mit Maria Simma.

## Werke (Auswahl)
- als Herausgeber: The Charter of the United Nations. A Commentary. Oxford University Press, Oxford, 3. Auflage 2012.
- mit Josef H. H. Weiler u. Markus C. Zöckler: Kompetenzen und Grundrechte. Beschränkungen der Tabakwerbung aus der Sicht des Europarechts (= Schriften zum europäischen Recht, Bd. 59). Duncker & Humblot, Berlin 1999, ISBN 3-428-09278-3.
- (Mitautor): Europarecht in Fällen. Die Rechtsprechung des EuGH, des EuG und deutscher und österreichischer Gerichte. 3. Aufl. Nomos, Baden-Baden 1999, ISBN 3-7890-5633-2.
- mit Waldemar Hummer u. Christoph Vedder: 50 Fälle zum Europarecht. 2. Aufl. Verlag V. Florentz, München 1985, ISBN 3-88259-341-5.
- mit Alfred Verdross: Universelles Völkerrecht. Theorie und Praxis. Duncker & Humblot, Berlin, 3. Auflage 1984.
- Das Reziprozitätselement im Zustandekommen völkerrechtlicher Verträge. Gedanken zu einem Bauprinzip der internationalen Rechtsbeziehungen (= Schriften zum Völkerrecht, Bd. 23). Duncker & Humblot, Berlin 1972, ISBN 3-428-02751-5 (= Habilitationsschrift Universität Innsbruck).

## Auszeichnungen (Auswahl)
- 1972: Kardinal-Innitzer-Förderungspreis für Rechts- und Staatswissenschaften
- 2005: Vorarlberger Wissenschaftspreis[8]
- 2013: Manley-O.-Hudson-Medaille[9]
- 2013: Bundesverdienstkreuz 1. Klasse